# 小夜游
《小夜游》（英語：Little Yeyos）是由王微撰写和导演的的动画短片，由追光动画制作。2014年3月12日在中華人民共和國首映。

## 故事
神界，人间之外却又仿佛人间。巡夜的小夜游神们该上班了。

## 外部連結
- 豆瓣电影上《小夜游》的資料 （简体中文）